# Nephelaierna
Nephelaierna (grekiska: Νεφελαι) var okeanider, havsnymfer, för regn och moln i den grekiska mytologin. Deras far var Okeanos, den flod som omgav hela världen med vatten. Ur hans vatten föddes de och de steg upp mot himlen med sötvatten i sina krus av moln. Med sitt vatten närde de jorden och fyllde sina bröder, floderna, med vatten.
Nephelaierna var systrar till najaderna och de avbildades som vackra jungfrur bärande på krus som vatten strömmade ifrån.
Enligt vissa källor är det Tethys eller Aither som är deras föräldrar.